# 埃米尔·韦尔蒂
埃米尔·韦尔蒂（Emil Welti，1825年4月23日—1899年2月24日）是一位瑞士政治家，瑞士联邦委员会委员（1866年-1891年）。他于1866年12月8日当选为联邦委员会委员，任职至1891年12月31日卸任。埃米尔·韦尔蒂是瑞士自由民主党成员。
在任期内，他主要主持领导了以下部门的工作：
- 军事部（1867年-1868年）
- 政治部（1869年）并出任同年的瑞士联邦总统
- 军事部（1870年-1871年）
- 政治部（1872年）并出任同年的瑞士联邦总统
- 军事部（1873年-1875年）
- 政治部（1876年）并出任同年的瑞士联邦总统
- 邮政与电报部（1877年-1878年）
- 邮政与铁道部（1879年）
- 政治部（1880年）并出任同年的瑞士联邦总统
- 司法与警政部（1881年）
- 邮政与铁道部（1882年-1883年）
- 政治部（1884年）并出任同年的瑞士联邦总统
- 邮政与铁道部（1885年-1891年）并出任1891年的瑞士联邦总统

期间，韦尔蒂于1869年、1872年、1876年、1880年、1874年和1891年六次出任瑞士联邦总统。

## 外部連結
- Heinrich Staehelin: Emil Welti在線上《瑞士歷史辭典》中的德文、法文或版詞條。